# Lords & Knights
Lords & Knights vom Hersteller Xyrality ist ein kostenloses Online-Mehrspieler-Computerspiel im Mittelalter-Setting für Smartphones und PCs, das Elemente von Strategie- und Aufbauspielen in sich vereint. Hauptbestandteil des Spiels ist das Aufbauen von Burgen in klassischer Aufbauspiel-Manier sowie das Führen von Eroberungskriegen, wie es typischerweise in Strategiespielen gemacht wird.

## Plattformen
Die Besonderheit des Spiels ist, dass sich Spieler aller Endgeräte auf den gleichen Servern treffen können. So haben die User die Möglichkeit, ihren Account sowohl mit mobilen Endgeräten, als auch über einen Webbrowser zu verwalten. Nach der Veröffentlichung in Apples App-Store im Sommer 2011 erfreute sich das Spiel großer Beliebtheit und stieg zu den Top 10 der umsatzstärksten Apps auf. Lords & Knights wurde bisher in 16 verschiedenen Sprachen veröffentlicht, darunter Deutsch, Französisch, Italienisch, Englisch, Russisch, Japanisch und Spanisch. Im Februar 2012 erschien die Browserversion. Eine Adaption für Android-Endgeräte erschien im Mai 2012.

## Spielprinzip
Das Spielprinzip lehnt sich stark an bekannte Browserspiele wie Die Stämme oder Travian an. Jeder Spieler bekommt, wenn er in das Spiel einsteigt, eine Burg zugewiesen. Nebst dem Ausbau der eigenen Burg(en) ist es möglich, weitere Burgen – auch von anderen Spielern – anzugreifen und einzunehmen. Außerdem kann man Bündnisse schließen, in denen man verschiedene Rollen einnimmt und sich im „Live-Bündnis-Chat“ mit anderen Spielern austauschen kann.
Das Spiel verfügt über kein Ziel, das es zu erreichen gilt, es besteht einzig der Anreiz, sein Reich auszubauen und sich gegen die anderen Spieler zur Wehr setzen zu können.